# Jamesia americana
Jamesia americana är en hortensiaväxtart som beskrevs av John Torrey och Gray. Jamesia americana ingår i släktet Jamesia och familjen hortensiaväxter.

## Underarter
Arten delas in i följande underarter:
- J. a. macrocalyx
- J. a. rosea
- J. a. zionis

## Bildgalleri

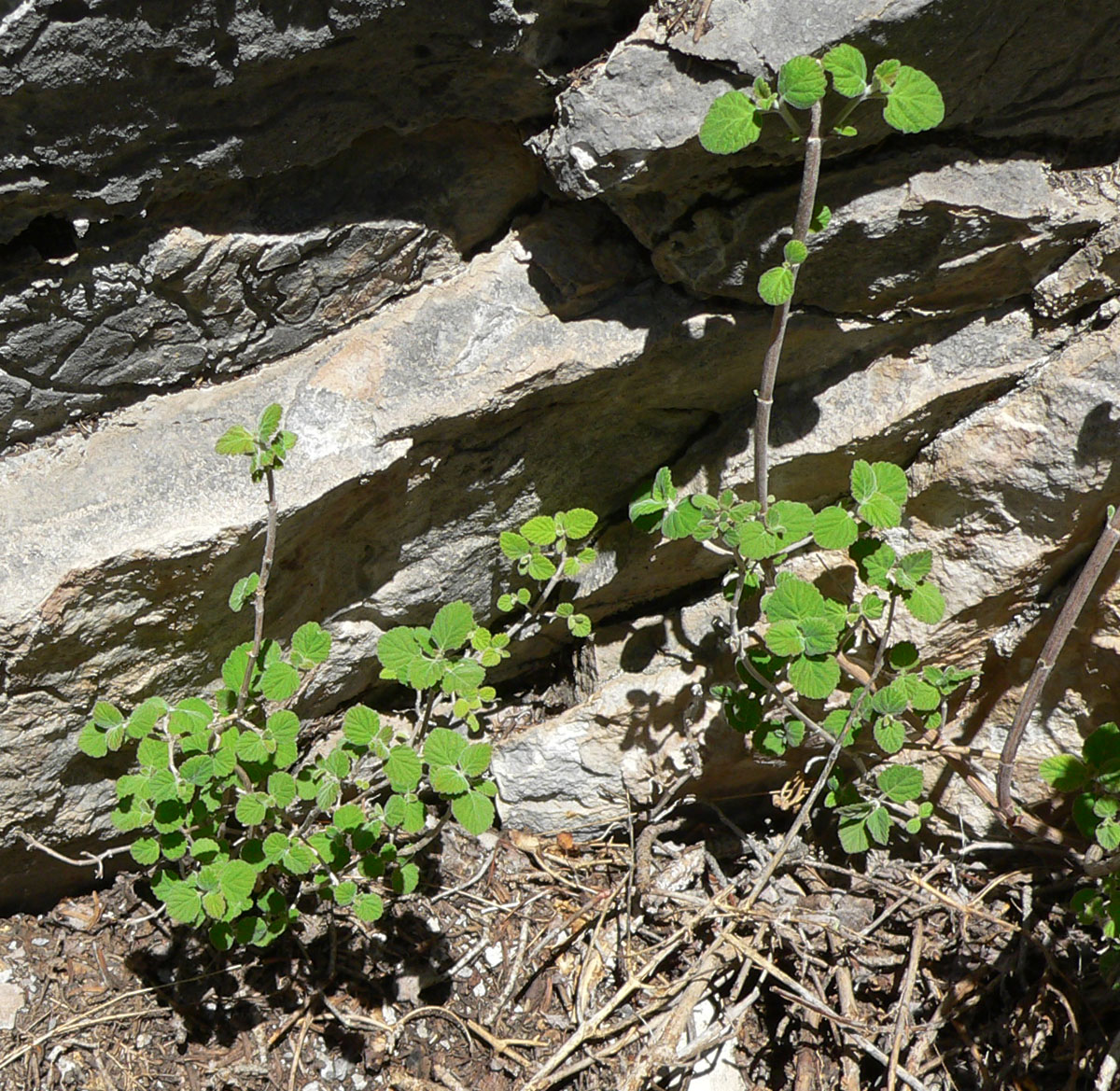
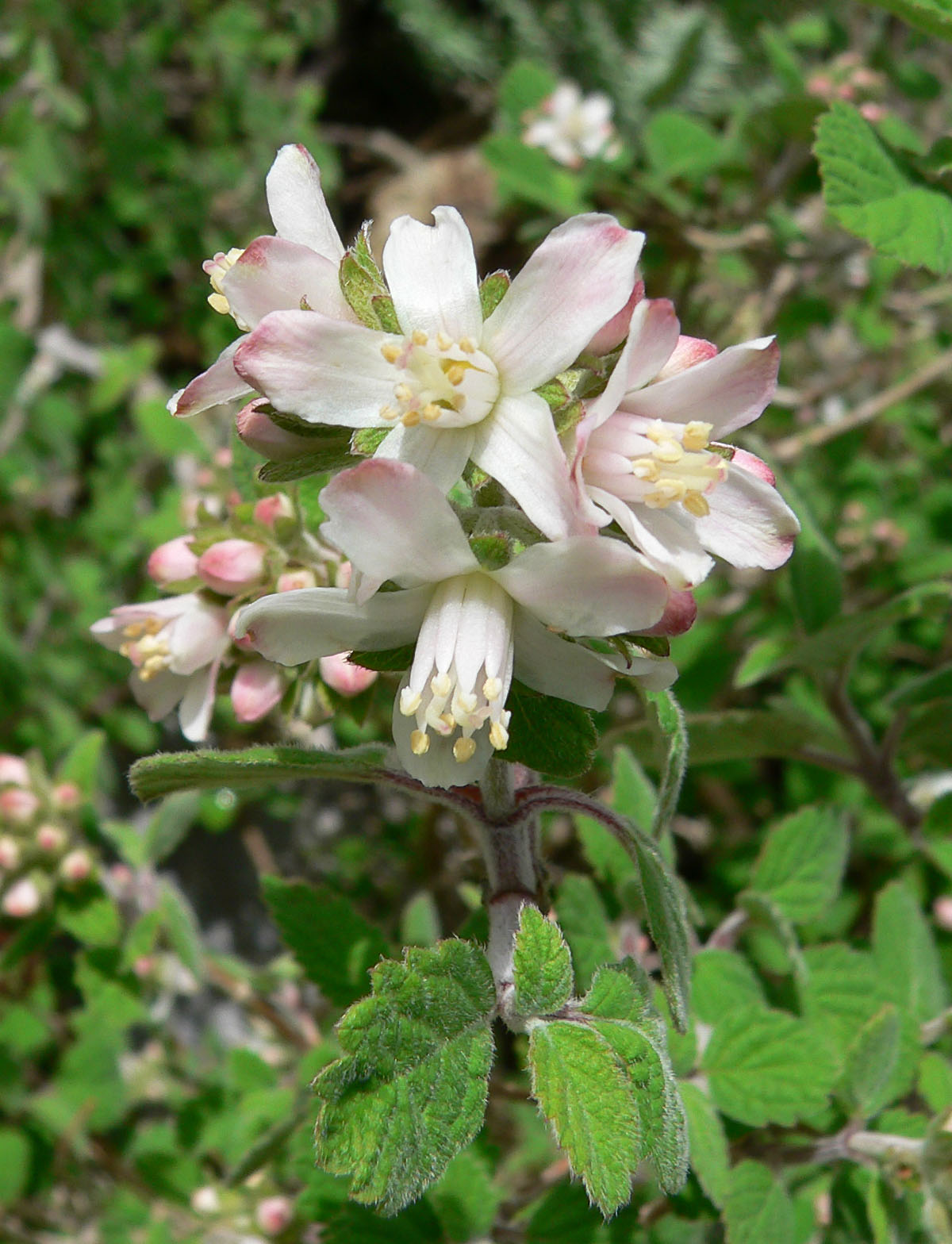
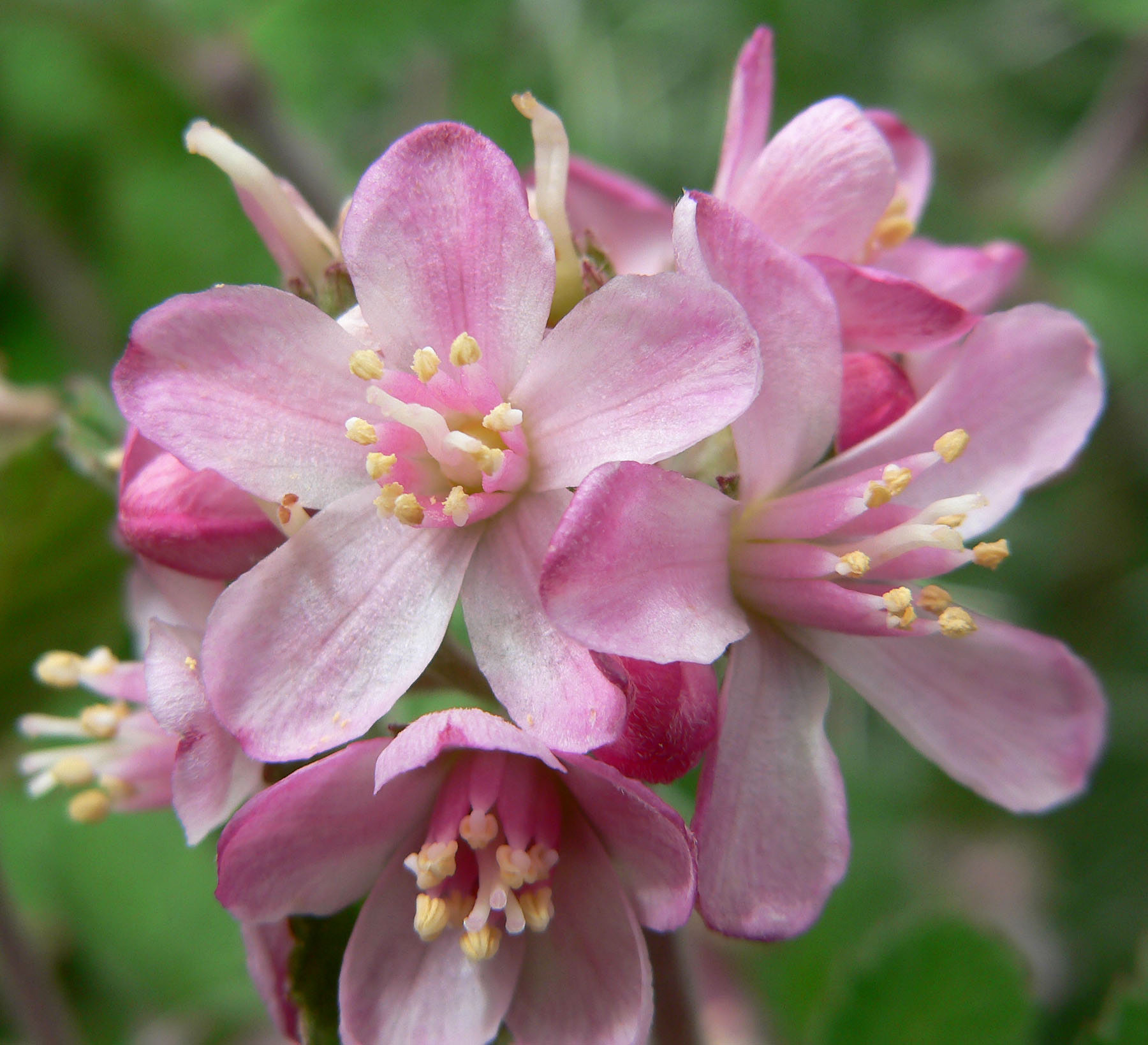
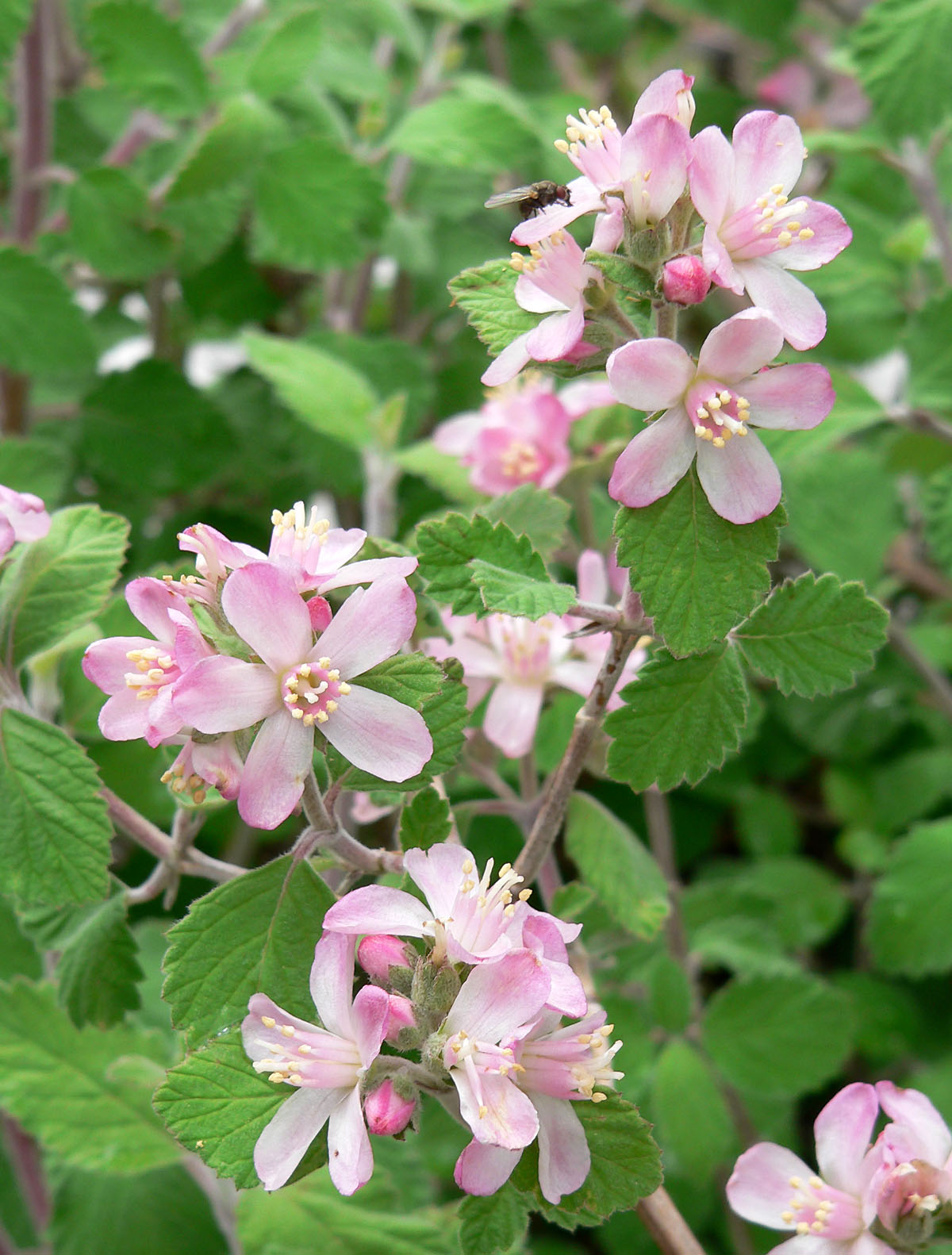
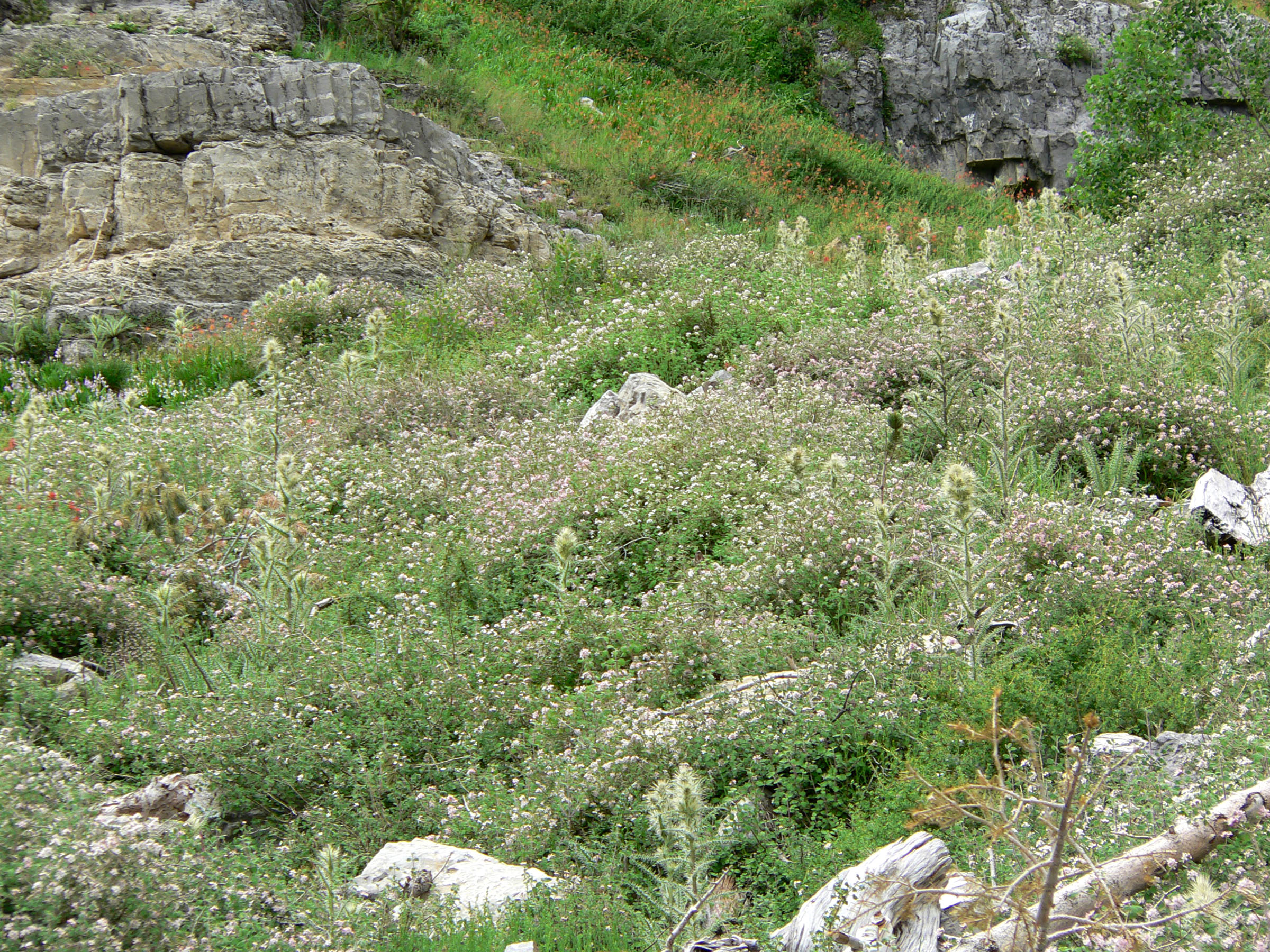
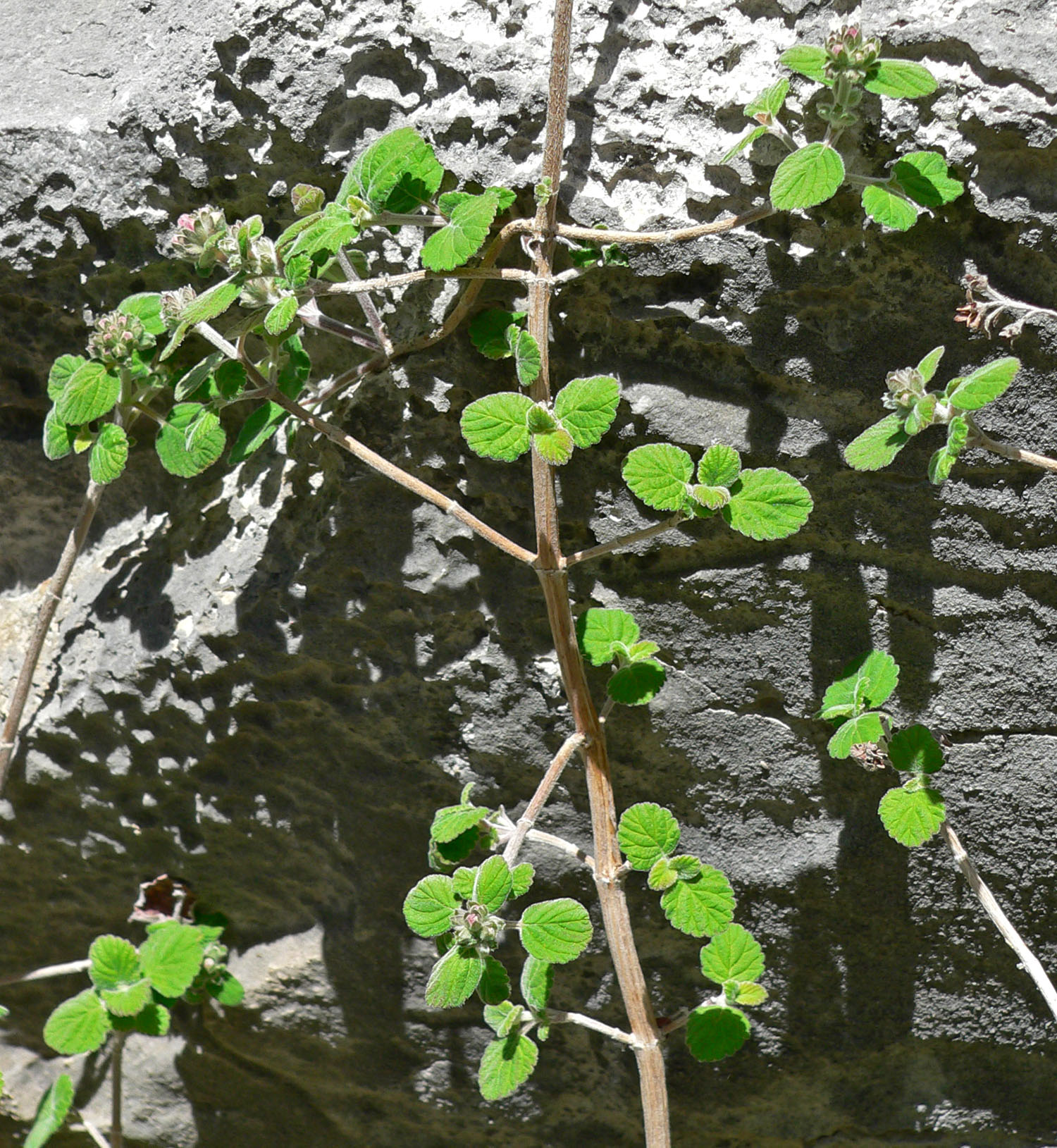